# 奇若韋 (別列佐夫卡區)
47°13′33″N 30°46′14″E / 47.22583°N 30.77056°E
奇若韋（烏克蘭語：Чижове）是位於烏克蘭西南部的村莊，由敖德萨州贝雷济夫卡区的勞希夫卡市鎮負責管轄。該村始建於1860年，面積1.25平方公里，海拔高度18米，2001年人口472，人口密度每平方公里377.6人。